# 埃丽卡·扎菲罗娃
埃丽卡·罗塞诺娃·扎菲罗娃（羅馬化：Erika Rosenova Zafirova；1999年5月7日—），出生于丘斯滕迪尔，是一名保加利亚艺术体操运动员。她在10岁时随父母移居至布爾加斯，之后在奥林匹亚74俱乐部开始练习艺术体操。她的第一个教练是彼佳·莫内娃。